# Das Neue Berlin
Das Neue Berlin ist ein deutscher Verlag. Der Verlag wurde im Jahr 1946 in Berlin W 8 gegründet und war in der Friedrichstraße 81/82 (1969: 108 Berlin, Kronenstraße 73–74) ansässig. In der DDR verlegte er belletristische Literatur. Er wurde 1993 neu gegründet und gehört zur Eulenspiegel Verlagsgruppe.

## Geschichte
Das Verlagshaus begann mit Berlinliteratur und Werkausgaben von Theodor Fontane und Georg Hermann, um später auch Kriminalliteratur, Abenteuerliteratur und Science-Fiction (in der DDR anfangs als utopische Literatur bezeichnet) herauszubringen. Der Verlag war einer der größten und auflagenstärksten Verlage in der DDR. Zu seinen bekanntesten Reihen zählten die Kriminalromanreihe Blaulicht, die Taschenbuchreihe SF Utopia und die erfolgreichste Krimi-Reihe der DDR namens DIE – Delikte Indizien Ermittlungen. Auch die Buchreihe Berlinische Miniaturen erschien ab 1948 für einige Jahre im Verlag.
Nach einem mit PDS-Hilfe initiierten Management-Buy-out ging der Verlag in die Insolvenz und wurde 1993 unter altem Namen neu gegründet. Er gehört zur Eulenspiegel Verlagsgruppe.
Schwerpunkt des Verlags sind politische wie kriminalgeschichtliche Sachbuchliteratur, Biographien sowie Belletristik.
Am 1. August 2014 wurde beim Amtsgericht Charlottenburg ein Insolvenzverfahren über die Neue Berlin Verlagsgesellschaft mbH eröffnet.
Anfang Oktober 2014 gab der Geschäftsführer Matthias Oehme bekannt, dass die Gläubigerversammlung dem Kaufangebot einer ungenannten neuen Gesellschaft zugestimmt habe und der Verlag fortgeführt werde.

## Autoren

### DDR-Zeit
Zu den in dieser Ära veröffentlichten Science-Fiction-Autoren der DDR zählen
- Eberhardt del’Antonio
- Hans Bach
- Klaus Beuchler
- Gerhard Branstner, (der in den 1960er Jahren auch als Cheflektor im Verlag tätig war),
- Johanna und Günter Braun
- Wolf D. Brennecke
- Hubert Horstmann
- H. L. Fahlberg
- Rainer Fuhrmann
- Richard Funk
- Wolfgang Kellner
- Wolfram Kober
- Rolf Krohn
- Karsten Kruschel
- Günther Krupkat
- Gottfried Meinhold
- Andreas Melzer
- Klaus Möckel
- Gert Prokop
- Heiner Rank
- Carlos Rasch
- Erik Simon
- Werner Steinberg
- Angela und Karlheinz Steinmüller
- Frank Töppe
- Bernd Ulbrich
- Herbert Ziergiebel

Auch die Germanistin und Journalistin Ingeburg Siebenstädt arbeitete bis 1970 als Lektorin im Verlag Das Neue Berlin. Bekannter wurde sie einem großen Leserkreis unter ihrem Pseudonym Tom Wittgen. Unter diesem Namen veröffentlichte sie bis einschließlich 1994 in der bekannten DIE-Reihe 11 Kriminalromane sowie weitere Romane und Erzählungen (u. a. Blaulicht-Reihe). 
Außerdem publizierte das Haus internationale Science-Fiction-Autoren wie
- Genrich Altow
- Isaac Asimov
- Ray Bradbury
- Kirill Bulytschow
- Konrad Fiałkowski
- Auguste Groner
- Aldous Huxley
- Wolfgang Jeschke
- Kurd Laßwitz
- Oswald Levett
- Ursula K. Le Guin
- H. P. Lovecraft
- Frederik Pohl und Cyril M. Kornbluth
- Robert Sheckley
- Wadim Schefner
- Arkadi und Boris Strugazki
- Alexej Tolstoi
- H. G. Wells
- Stanley G. Weinbaum
- Janusz A. Zajdel
- Jerzy Żuławski

zahlreiche Anthologien und Erzählungsbände, die den DDR-Lesern Beispiele internationaler SF zugänglich machten, und die Lichtjahr-Almanache, in denen neben in- und ausländischen Erzählungen viele theoretische Arbeiten zur SF erschienen. Auch das von Erik Simon und Olaf R. Spittel herausgegebene DDR-SF-Lexikon wurde hier veröffentlicht.

### Bundesrepublik Deutschland
Zu den Autoren gehören unter anderen
- Bernhard Fisch
- Hans Girod
- Lothar Herzog
- Matthias Koch
- Egon Krenz
- Torsten Lemmer
- Yana Milev
- Heinz Florian Oertel
- Kristin Otto
- Gert Prokop
- Frank Schöbel
- Gaby Seyfert
- Gisela Steineckert
- Harry Thürk
- Lotte Ulbricht
- Siegfried Wenzel
- Markus Wolf

Der Historiker Hubertus Knabe wies darauf hin, dass der Verlag u. a. einschlägige Literatur ehemaliger SED-Funktionäre und Stasi-Offiziere herausgibt.

## Juristische Konflikte
Aufgrund einer Anzeige des Bundesamtes für Verfassungsschutz (BfV) wegen Geheimnisbruchs ging die Staatsanwaltschaft im Herbst 1998 gegen den Verlag vor: Sie veranlasste die Beschlagnahme der Memoiren von Hansjoachim Tiedge. Der bis zu seinem Tod in Moskau lebende ehemalige Abwehrchef des BfV, der 1985 in die DDR übergetreten war, hatte seine Erinnerungen Der Überläufer – eine Lebensbeichte im Verlag Das Neue Berlin herausgebracht. Die Polizei blockierte nicht nur die weitere Auslieferung durch ein Bielefelder Unternehmen, sondern suchte bundesweit auch etwa 700 Buchhandlungen auf, die bereits Tiedges Buch im Angebot hatten und beschlagnahmte dort die Bücher, mancherorts verlangte man auch die Herausgabe von Kundenadressen. Die Mitteldeutsche Zeitung berichtete am 9. Oktober 1998, dass zwei Tage zuvor am Verlagsstand auf der Frankfurter Buchmesse ebenfalls zwei Polizeibeamte erschienen waren und die Ansichtsexemplare konfisziert hatten. Im März 1999 erhob die Berliner Staatsanwaltschaft Anklage. Der auf drei Verhandlungstage angesetzte Prozess vor dem Berliner Landgericht endete vor der Zeit. Am 21. Januar 2000 berichtete der Berliner Tagesspiegel: „Am Ende forderte sogar die Staatsanwaltschaft einen Freispruch.“ Und die Frankfurter Allgemeine Zeitung schrieb am gleichen Tage: Die drei ranghohen Beamten des Bundesamtes für Verfassungsschutzes, die vor der 37. Großen Strafkammer in Moabit als Zeugen aufgetreten seien, hätten mit ihren „allgemein gehaltenen Einlassungen nichts Beweiswürdiges für einen vollzogenen Geheimnisverrat oder eine Beihilfe dazu“ geliefert.
Anfang 2011 gewann der frühere Stasi-Häftling und Mitarbeiter der Gedenkstätte Berlin-Hohenschönhausen Mario Röllig einen Prozess gegen den Verlag wegen falscher Tatsachenbehauptungen und der nicht genehmigten Verwendung eines Fotos von ihm in einem Buch der ehemaligen Stasi-Mitarbeiter Herbert Kierstein und Gotthold Schramm. In der Verhandlung hatte der Verlag Unterlassungserklärungen zu den Falschzitaten und der nicht genehmigten Fotoveröffentlichung abgegeben. Er verpflichtete sich, unter Androhung einer Geldstrafe die strittigen Passagen zu streichen und das Foto nicht mehr zu verbreiten.